# Marca Orientale
La Marca Orientale (Marcha orientalis in latino, Ostland in tedesco), più precisamente Marca orientale bavarese, corrisponde alle odierne Alta e Bassa Austria. Venne istituita da Carlo Magno come marca di confine nell'VIII secolo, per proteggere i confini dalle popolazioni esterne all'Impero carolingio, in particolare dagli Avari prima e dagli Ungari poi. Infatti, per questa ragione in determinate fasi della sua storia il suo territorio, o parte di esso, venne ribattezzato Awarenmark o Ungarnmark (rispettivamente "marca avara" e "marca ungara"), a seconda di quali fossero i principali nemici di quel momento.
Fu per tutto il Medioevo scenario di guerre, invasioni e battaglie e segnò per tutto l'arco della sua esistenza il confine tra il mondo occidentale franco, e quello orientale slavo; proprio grazie a questa sua posizione al centro dell'Europa divenne luogo di grandi attività commerciali tra occidente e oriente, e punto di incontro tra le varie popolazioni e culture. Infine, conobbe un grande sviluppo sotto la dinastia bavarese dei Babenberg, che ottenne l'elevazione della marca a ducato.

## Geografia
La marca comprendeva terre a nord e a sud del Danubio. A ovest il confine con il ducato di Baviera era costituito dal fiume Enns. La frontiera orientale con la pianura Pannonica, abitata da popolazioni magiare, correva lungo i fiumi Morava e Leita. Nel nord la regione era delimitata dal Ducato di Boemia dei Přemyslidi, mentre le terre più sud appartenevano ai duchi di Carinzia. La marca corrisponde alle odierne Alta e Bassa Austria.
I Babenberg forse risiedevano originariamente a Pöchlarn, lungo l'antico limes romano, oppure già presso Melk, città che in seguito avrebbe assunto definitivamente il ruolo di sede dei governatori. Il primo nucleo della marca coinciderebbe invece con la valle della Wachau, cui seguì un ampliamento verso est fino alla Selva Viennese. Con il margravio Ernesto il Coraggioso venne colonizzato a nord il Waldviertel fino al fiume Thaya e vennero annesse la Moravia e la marca ungara. La residenza dei marchesi venne in seguito spostata a Klosterneuburg, sul Danubio, fino al 1142, anno in cui Vienna divenne la capitale ufficiale. La regione disponeva di un sistema di difesa costituito di numerosi castelli costruiti sulla catena montuosa della Selva Viennese e lungo il Danubio. Le zone circostanti vennero colonizzate e cristianizzate dai vescovi bavaresi di Passavia, con alcuni importanti centri ecclesiastici presso l'abbazia benedettina di Sankt Pölten, l'abbazia di Klosterneuburg e l'abbazia di Heiligenkreuz.

## Storia
Nel tardo VIII secolo, allo scopo di garantire una linea difensiva contro le invasioni degli Avari, vennero istituite da Carlo Magno su territori di confine che erano appartenenti agli Agilolfingi, duchi dei Bavari, la marca Orientale e la marca di Carantania, le quali le aree corrispondono alle attuali Austria e la Slovenia. In particolare, la marca Orientale, corrispondeva a una frontiera lungo il Danubio dal Traun fino a Szombathely e il fiume Rába, incluso il bacino di Vienna. Dopo la caduta del khanato avaro la principale minaccia al confine orientale divennero gli slavi occidentali, che fondarono il regno della Grande Moravia, il quale però scomparve nel corso dell'ultimo decennio del IX secolo. Inizialmente, queste marche di confine, assieme alla marca di Pannonia, vennero poste sotto la giurisdizione del margraviato del Friuli, ma con l'Ordinatio Imperii dell'817, l'imperatore Ludovico il Pio assegnò questi ultimi territori a suo figlio Ludovico il Germanico. Dopo il 799, alcuni prefetti furono Guarniero e Gotafrido, mentre dall'828 la marca di Pannonia venne assegnata al prefetto della marca Orientale Ratbod. Dopo la sconfitta del prefetto Liutpoldo di Baviera nella battaglia di Presburgo del 907, furono perdute tutte le terre del Regno dei Franchi Orientali al di là del fiume Enns.
Nel 955 Ottone I di Sassonia diede inizio alla riconquista vincendo la battaglia di Lechfeld. Le informazioni relative a questo periodo storico sono poche, ma accanto alle altre marche che nel 952 vennero incorporate al ducato di Baviera (Carniola, Carinzia, e Verona) si ipotizza dovesse esistere una marca orientale, governata da Burcardo, figura di cui si sa molto poco, ma che permette di supporre l'esistenza continuativa di un margravio della regione già durante la prima metà del secolo. Gran parte della Bassa Pannonia però rimase sotto il controllo magiaro.
Nel 976 l'imperatore Ottone II eresse una nuova marca Orientale, scorporandola dalla Baviera, nel corso della riorganizzazione che seguì l'insurrezione del duca Enrico II il litigioso. Leopoldo l'illustre, appartenente alla casa dei Babenberg, come ricompensa per la fedeltà dimostrata al sovrano ne fu nominato margravio. Nel 1041 l'imperatore Enrico III il Nero riprese le ostilità contro il Regno d'Ungheria riuscendo a ottenere nel 1043 l'annessione dell'area compresa tra i fiumi Leita e Fischa, con la linea di confine che passava dalla confluenza Fischa nel Danubio sino a Strachotín, in Moravia. Enrico III costituì su questo territorio la marca ungara, inizialmente affidata a un certo Liutpoldo, il quale morì a Ingelheim am Rhein il 9 dicembre 1043, pochi giorni dopo l'assegnazione. Così, Enrico III la affidò a Sigfrido I di Sponheim, come testimoniano alcuni documenti datati tra il 1045 e il 1048. Nel 1065, alla morte di Sigfrido, la marca venne assegnata al margravio d'Austria Ernesto di Babenberg, che riunì le due marche. I margravi d'Austria raggiunsero il periodo di massimo splendore con Leopoldo III, grande amico della Chiesa e fondatore di abbazie. Appoggiò la crescita della città e portò la regione ad un importante livello di autonomia territoriale. Nel 1139 Leopoldo IV ereditò la Baviera. Nel 1156 il suo successore Enrico II ne venne privato, ottenendo però dall'imperatore Federico Barbarossa l'elevazione della marca orientale a ducato grazie al privilegium minus. Dal 1192 i Babenberg ottennero anche il controllo del vicino ducato di Stiria. La dinastia si estinse con la morte del duca Federico II durante la battaglia del fiume Leita del 1246. Con la battaglia di Marchfeld del 1278 Rodolfo I d'Asburgo sconfisse Ottocaro II di Boemia e ottenne il controllo del ducato.